# Torino Film Festival

Logo des Festivals

Das Torino Film Festival ist ein internationales Filmfestival, das erstmals 1982 und seit 1984 jährlich in Turin stattfindet.

## Ausrichtung
Das Turiner Filmfestival ist seit Beginn auf Filme junger Regisseure spezialisiert und gilt als eines der weltweit wichtigsten Filmfestivals in diesem Bereich. Es ist beim Filmproduzentenverband FIAPF (als „Festival mit spezialisiertem internationalen Wettbewerb“) akkreditiert.

## Geschichte

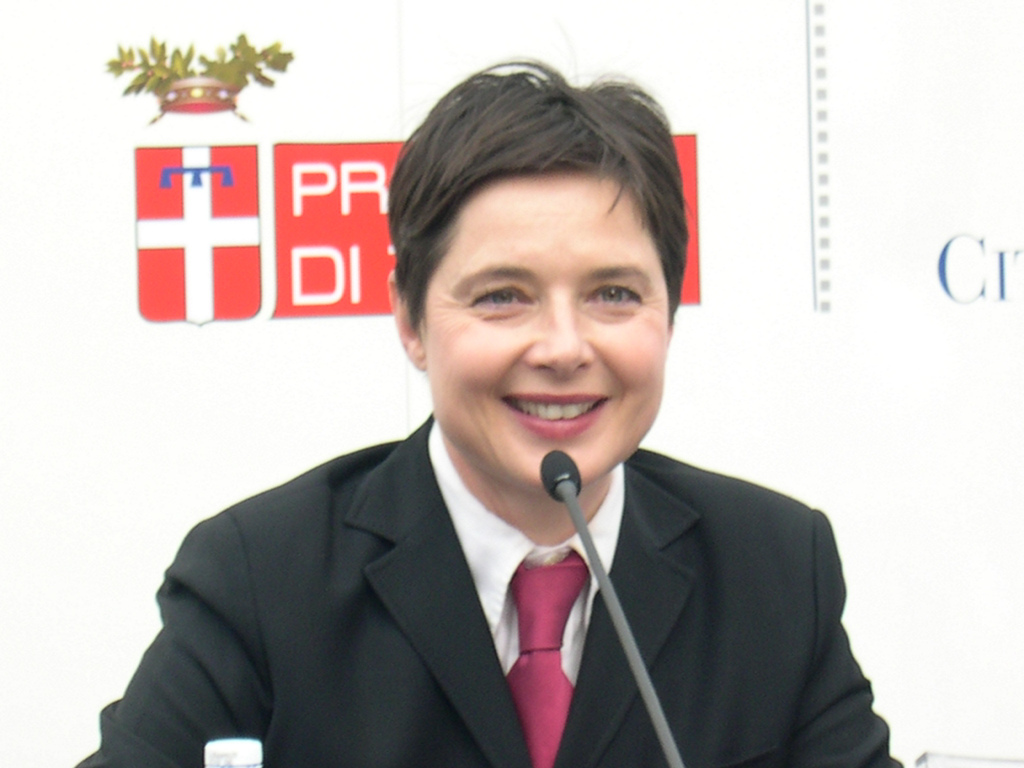
Isabella Rossellini 2005 am Torino Film Festival

Bis 1997 trug das Festival den Namen Festival Internazionale Cinema Giovane („Internationales Festival Junges Kino“). 2007 wurde Nanni Moretti Direktor des Festivals. Nach zwei Jahren gab Moretti den Posten an Gianni Amelio ab.

## Filmpreise

### Überblick
Seit 1986 organisiert das Turiner Filmfestival einen internationalen Wettbewerb mit von Jurys vergebenen Filmpreisen. Der Hauptpreis geht seitdem an den besten Spielfilm im internationalen Wettbewerb. Fast jedes Jahr kamen weitere Filmpreise hinzu. Einen internationalen Wettbewerb für Mittellangfilme gab es nur 1986 und 1988. Der internationale Kurzfilmwettbewerb bestand zwischen den Jahren 1987 und 2003. 1987 wurde erstmals und zunächst unter dem Titel Concorso Spazio Aperto ein nationaler italienischer Wettbewerb veranstaltet. Später wurden daraus zwei Sektionen, für Filme aus Italien und für Filme aus Turin.
Eine Besonderheit im Vergleich zu anderen Festivals dieser Zeit war, dass bei diesem Wettbewerb von Anfang an Video als Format zugelassen war. Seit 1988 wird ein Publikumspreis vergeben. Wie auf mehreren Filmfestivals weltweit wird seit 1990 auch am Torino Film Festival ein CICAE Award des Internationalen Verbands der Filmkunsttheater (CICAE) verliehen. Ein weiterer Hinweis auf die wachsende Bedeutung des Festivals war die Einführung eines Fipresci-Preises im Jahr 1992, der vom Filmkritikerverband Fédération Internationale de la Presse Cinématographique nur auf ausgewählten Festivals vergeben wird. 1993 kam mit dem Concorso un anno di corti Italiani ein gesonderter Wettbewerb für italienische Kurzfilme hinzu. Der internationale Drehbuchpreis Premio Holden wurde erstmals 1995 verliehen, der Premio CinemAvvenire für den besten Debütspielfilm eines Regisseurs erstmals 1996. Das Jahr 1997 brachte den ersten Cipputi Award für den besten Film des Festivals, der sich mit der Arbeitswelt auseinandersetzt. Seit 1998 wird mit dem Premio Nestlé der Filmverleih eines ausländischen Films in Italien unterstützt. Einen internationalen Wettbewerb für Dokumentarfilme besitzt das Torino Film Festival seit dem Jahr 2000. Im Jahr 2001 zählte Turin zu den ersten acht Festivals in Europa, auf denen der Jameson Short Film Award vergeben wurde. Der Preis wurde von der European Coordination of Film Festivals (ECFF) mitinitiiert und wird an den besten italienischen Kurzfilm verliehen. Im gleichen Jahr wurde erstmals der Premio Kodak vergeben, der ebenfalls an einen italienischen Film geht, der dann jeweils beim Kodak European Showcase in Cannes zu sehen ist. Zusätzlich zu den bereits genannten Auszeichnungen verleiht das Torino Film Festival einige weitere Filmpreise in Nebenkategorien, etwa für filmschauspielerische Leistungen.

### Preisträger für den besten Spielfilm im internationalen Wettbewerb
| Jahr | Filmtitel                     | Regie                          | Land                                             |
| ---- | ----------------------------- | ------------------------------ | ------------------------------------------------ |
| 1986 | Schwarz und weiß              | Claire Devers                  | Frankreich                                       |
| 1987 | Die große Militärparade       | Chen Kaige                     | China                                            |
| 1988 | Soha, sehol, senkinek!        | Ferenc Téglássy                | Ungarn                                           |
| 1989 | The Countess                  | Petar Popzlatev                | Bulgarien                                        |
| 1990 | The Love Summer of a Schlep   | Lyudmil Todorov                | Bulgarien                                        |
| 1991 | Brüder                        | Bachtijor Chudoinasarow        | Sowjetunion                                      |
| 1992 | Vacas – Kühe                  | Julio Medem                    | Spanien                                          |
| 1993 | Rebellen im Neonlicht         | Tsai Ming-liang                | Taiwan                                           |
| 1994 | A Borrowed Life               | Wu Nien-jen                    | Taiwan                                           |
| 1995 | Auf Streife                   | Ning Ying                      | China                                            |
| 1996 | Regenwolken über Wu Shan      | Zhang Ming                     | China                                            |
| 1997 | Clockwatchers                 | Jill Sprecher                  | USA                                              |
| 1998 | Der Flug der Biene            | Jamshed Usmonov, Min Boung-hun | Tadschikistan / Südkorea                         |
| 1999 | Throne of Death               | Murali Nair                    | Großbritannien / Indien                          |
| 2000 | George Washington             | David Gordon Green             | USA                                              |
| 2001 | Mein Stern                    | Valeska Grisebach              | Deutschland / Österreich                         |
| 2002 | Roter Satin (Satin rouge)     | Raja Amari                     | Frankreich / Tunesien                            |
| 2003 | La Fin du règne animal        | Joël Brisse                    | Frankreich                                       |
| 2004 | Los Muertos                   | Lisandro Alonso                | Argentinien / Niederlande / Frankreich / Schweiz |
| 2005 | Gravehopping                  | Jan Cvitkovič                  | Kroatien / Slowenien                             |
| 2006 | Honor de cavalleria           | Albert Serra                   | Spanien                                          |
| 2007 | Garage                        | Leonard Abrahamson             | Irland                                           |
| 2008 | Tony Manero                   | Pablo Larraín                  | Chile / Brasilien                                |
| 2009 | La bocca del lupo             | Pietro Marcello                | Italien                                          |
| 2010 | Winter’s Bone                 | Debra Granik                   | USA                                              |
| 2011 | Á annan veg                   | Hafsteinn Gunnar Sigurðsson    | Island                                           |
| 2012 | Shell                         | Scott Graham                   | Großbritannien                                   |
| 2013 | Club Sándwich                 | Fernando Eimbcke               | Mexiko                                           |
| 2014 | Brüderbande (Mange tes morts) | Jean-Charles Hue               | Frankreich                                       |
| 2015 | Keeper                        | Guillaume Senez                | Belgien / Frankreich / Schweiz                   |
| 2016 | Wir sind die Flut             | Sebastian Hilger               | Deutschland                                      |
| 2017 | Don’t Forget Me               | Ram Nehari                     | Israel, Frankreich, Deutschland                  |
| 2018 | Wildlife                      | Paul Dano                      | USA                                              |
| 2019 | Weißer weißer Tag             | Hlynur Pálmason                | Island, Schweden, Dänemark                       |
| 2020 | Botox                         | Kaveh Mazaheri                 | Iran                                             |
| 2021 | İki Şafak Arasında            | Selman Nacar                   | Türkei / Rumänien                                |